# Lovere
Lovere é uma comuna italiana da região da Lombardia, província de Bérgamo, com cerca de 5.430 habitantes. Estende-se por uma área de 7 km², tendo uma densidade populacional de 776 hab/km². Faz fronteira com Bossico, Castro, Costa Volpino, Pianico, Pisogne (BS), Sovere.
Faz parte da rede das Aldeias mais bonitas de Itália.
É a terra natal de Giacomo Agostini, campeão de MotoGP.

## Demografia
| Variação demográfica do município entre 1861 e 2011                               |
|                                                                                   |
| Fonte: Istituto Nazionale di Statistica (ISTAT) - Elaboração gráfica da Wikipedia |